# Tanzmeister (Messwerkzeug)

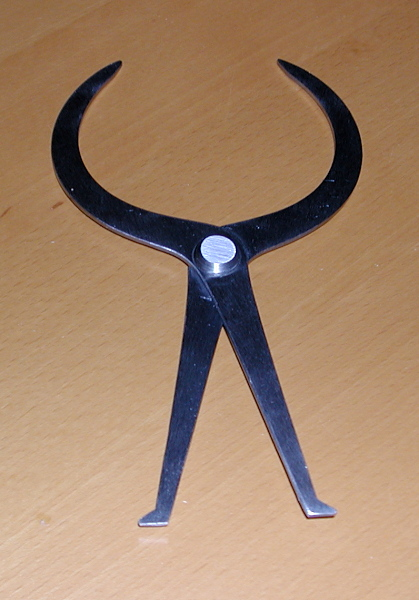
Tanzmeister

Tanzmeister oder auch Kombinationsinnenaußentaster sind Prüfgeräte der Metallbearbeitung aus Stahl. Sie dienen als Messwerkzeuge von schwer zugänglichen Außendurchmessern, Wandstärken sowie für Messungen von Innendurchmessern.
Tanzmeister wurden für die Prüfung von Kanonenrohren und Kanonenkugeln verwendet. Mit dem Tanzmeister konnten die Kugeln direkt mit dem Rohrinnendurchmesser verglichen werden, damit keine Rohrkrepierer durch eine zu dicke Kanonenkugel entstehen konnten.